# Sericops
Sericops is een geslacht van vliesvleugeligen uit de familie Perilampidae. De wetenschappelijke naam van dit geslacht is voor het eerst geldig gepubliceerd in 1894 door Kriechbaumer.

## Soorten
Het geslacht Sericops is monotypisch en omvat slechts de volgende soort:
- Sericops fasciata Kriechbaumer, 1894